# Phobolosia aurilinea
Phobolosia aurilinea là một loài bướm đêm trong họ Erebidae.